# デイル・D・マイアーズ
デイル・D・マイアーズ(Dale Dehaven Myers、1922年1月8日-2015年5月19日)は、アメリカ合衆国の航空工学者であり、1986年10月6日から1989年5月13日まで、NASA副長官を務めた。ミズーリ州カンザスシティで生まれ、1943年にシアトルのワシントン大学で航空工学の学士号を得た。

## 伝記
マイアーズは、1922年1月8日に医師の過程に生まれた。子供のころのヒーローは、航空機で大西洋を横断して有名になったチャールズ・リンドバーグだった。5歳の時にマイアーズはリンドバーグと実際に会い、握手した。2008年のインタビューでは「したんだ、したんだ」と繰り返した。
1939年から1940年にかけて、マイアーズはメトロポリタン・コミュニティ・カレッジ（当時はカンザスシティ・ジュニア・カレッジ）に通い、1943年にワシントン大学を卒業して航空工学の学士号を得た。1940年代中盤には、F-82等、様々な航空機を開発した。1946年から1957年までは、ミサイルの開発に携わった。この頃、自動車事故で左目を失った。
1963年にロックウェル・インターナショナルに移籍し、翌年には、NASAの宇宙計画への契約作業を開始し、ジョン・ポープの後任として、アポロ計画のアポロ司令・機械船プログラムのプログラムマネージャになった。1967年1月1日にアポロ1号の火災事故が起こり、3名の宇宙飛行士が死亡すると、計画管理者の大部分は追放されたが、マイアーズは残留した。アポロ11号が月面に着陸した直後の1969年にスペースシャトル部門に異動したが、マイアーズは後に、アポロ計画の仕事をしている時が自身のキャリアのハイライトだったと語っている。
1970年、ジョージ・ミューラーの後任として、有人宇宙飛行担当の長官補を務めた。アポロ13号の事故の際には、この立場でミッションコントロールセンターにいた。後に彼は、アポロ17号の乗組員として、地質学者のハリソン・シュミットを推した。彼はこの地位に1974年まで就いたが、その間、1つはアポロ計画への貢献に対して1971年に、1つはスカイラブとスペースシャトルに対する貢献に対して1974年に、もう1つは将来の有人宇宙飛行に対して同年に、
、合計3度のw:NASA Distinguished Service Medalを受章した。1970年には、ウィットワース大学から名誉博士号を授与された。全米技術アカデミーの会員にも選ばれた。

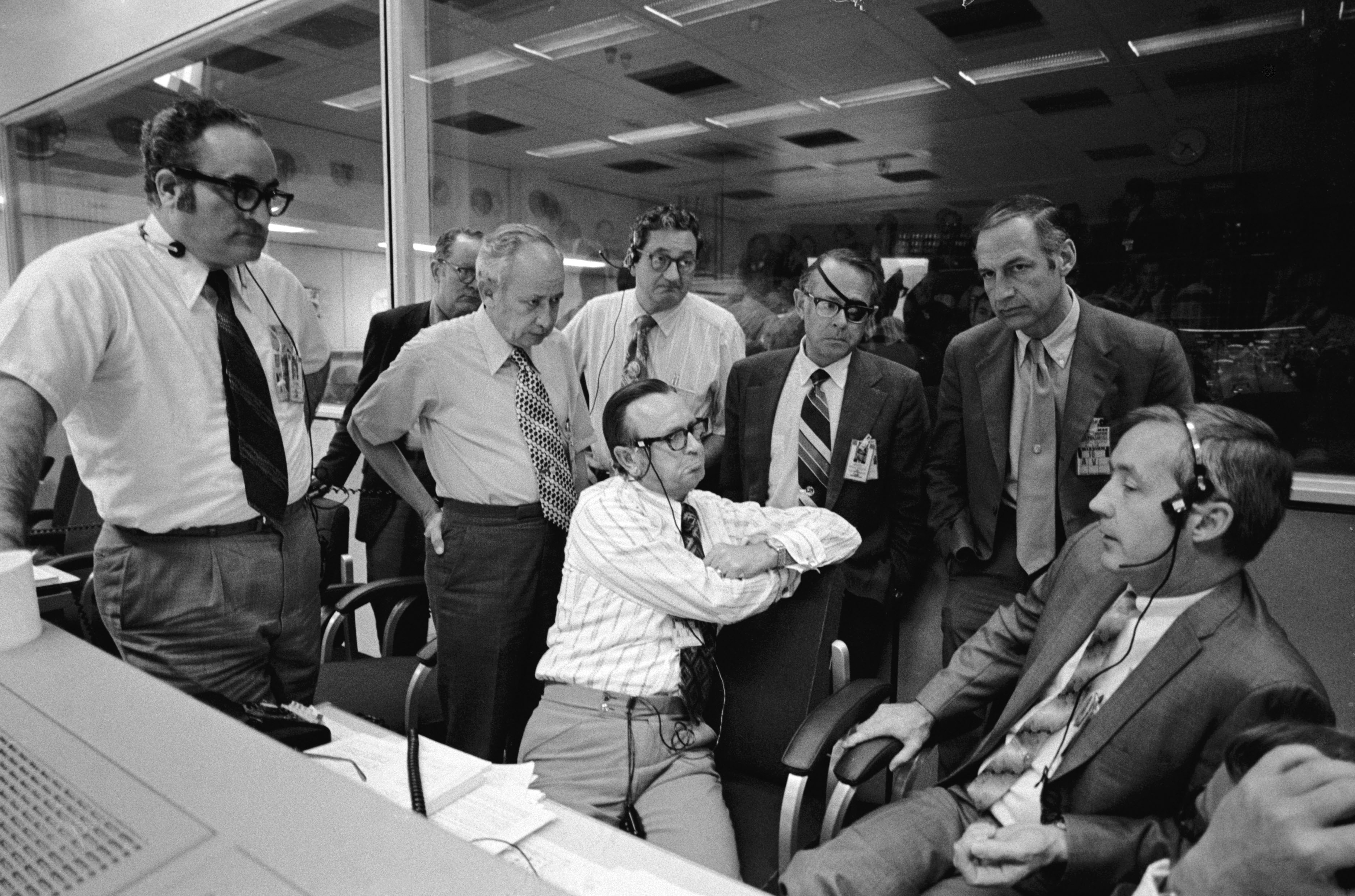
アポロ16号を月に着陸させるべきか議論するマイヤーズ（中央右、1972年）

その後、彼はロックウェルに戻り、副社長となった。この間に、ノースアメリカングループの社長も務めた。この頃に、会社ではB-1を開発した。1977年から1979年には、アメリカ合衆国エネルギー省次官を務めた。1979年から1984年の5年間、ジェイコブズ・エンジニアリング・グループの社長・COOを務めた。その後、プライベートのコンサルタントとなり、Dale D. Myers & Associates Aerospace and Energyとして知られる自身の会社を経営した。
1986年10月6日、チャレンジャー号爆発事故の11か月後、マイアーズは、NASA副長官に選ばれた。当初、指名を受け入れることをためらったが、大統領のロナルド・レーガンから直接説得の電話を受けた後、その役職を受け入れた。ウィリアム・ロバート・グラハムの後任として、NASAによる補償と計画の継続を支援した。アメリカ合衆国上院の公聴会では、「実践的で愛のある気遣い」は失われ、抑制と均衡のシステムは「甘いもの」になってしまったと語った。彼は1989年5月13日付けで辞任し、ジェームズ・フレッチャーに代わり、約1か月間、NASA長官代理を務めた。NASAの歴史家のロジャー・ラウニウスは、マイアーズは悲劇の後のNASAに楽観主義を持ち込んだと評した。
NASAを離れた後、マイアーズはプライベートのコンサルタントに戻り、後にロケットプレーン・キスラー計画に携わった。マイアーズと妻は、カリフォルニア州ラ・コスタで余生を過ごした。彼は、2003年にアメリカ合衆国議会の前で証言したことを含め、宇宙計画について公に話すことを続けた。2015年5月19日に、2人の娘ジャネットとバーバラ、5人の孫、3人のひ孫を残して、ラ・コスタ・グレンで死去した。2016年には、サンディエゴ航空宇宙博物館のw:International Air & Space Hall of Fameに選ばれた
。

### 引用文献
- “Acting NASA Administrator To Resign May 13”. Associated Press. (1989年4月14日).  オリジナルの2013年7月15日時点におけるアーカイブ。 2013年7月15日閲覧。
- Compton, William D. (1989). Where No Man Has Gone Before: A History of Apollo Lunar Exploration Missions. Washington, D.C.: NASA. ISBN 9780788136337. OCLC 18223277
- “Dale D. Myers”.   NASA (2004年10月22日). 2013年7月15日時点のオリジナルよりアーカイブ。2008年7月5日閲覧。
- “Dale Dehaven Myers”.   Johnson Space Center (1998年8月5日). 2013年7月15日時点のオリジナルよりアーカイブ。2013年7月15日閲覧。
- Lieberman, Bruce (2008年3月23日). “NASA engineer reached for stars”. U-T San Diego.  オリジナルの2013年7月15日時点におけるアーカイブ。 2013年7月15日閲覧。
- “Mr. Dale D. Myers”.   National Academy of Engineering. 2013年7月16日時点のオリジナルよりアーカイブ。2013年7月15日閲覧。
- "Myers". Encyclopedia Astronautica. 2013年7月16日時点のオリジナルよりアーカイブ。2013年7月16日閲覧。
- “Nomination of Dale D. Myers To Be Deputy Administrator of the National Aeronautics and Space Administration”.   Ronald Reagan Presidential Library, University of Texas (1986年9月3日). 2013年7月16日時点のオリジナルよりアーカイブ。2013年7月15日閲覧。
- Reidy, Chris (1986年9月23日). “Myers Vows He'll Restore Nasa Spirit”. Orlando Sentinel.  オリジナルの2013年7月15日時点におけるアーカイブ。 2013年7月15日閲覧。
- Stone, Ken (2015年5月31日). “NASA Legend Dale Myers Dies at 93; Helped Save Apollo 13”. Times of San Diego. 2015年6月1日時点のオリジナルよりアーカイブ。2015年6月1日閲覧。